# Tigranes II.

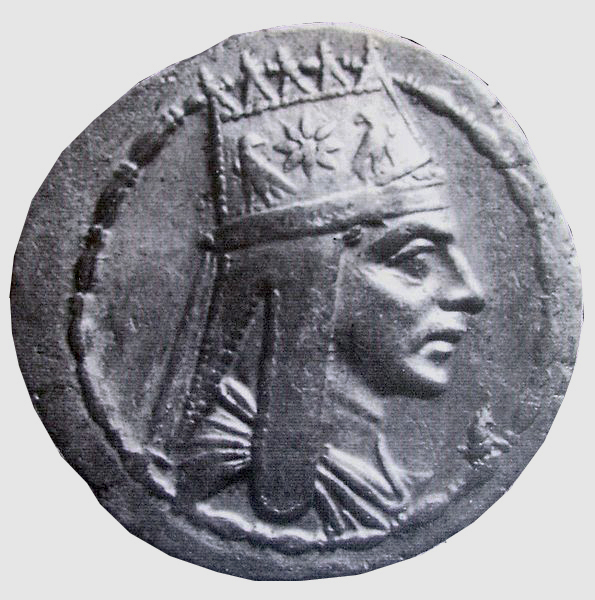
Tigranes II. mit der armenischen Tiara auf einer seiner Münzen, 74 v. Chr., Antiochia

Tigranes II. der Große (armenisch Տիգրան Մեծ Tigran Metz, altgriechisch Τιγράνης; * um 140 v. Chr.; † um 55 v. Chr.), der Sohn Tigranes’ I. und einer alanischen Prinzessin, war der bedeutendste König aus der Dynastie der Artaxiden und herrschte von etwa 95 bis 55 v. Chr. über Großarmenien. Im Bündnis mit Mithridates VI. von Pontos stieg er für kurze Zeit zum mächtigsten Monarchen im östlichen Mittelmeerraum auf, wurde dann jedoch von Rom besiegt und verlor seine zahlreichen Eroberungen wieder.

## Geiselhaft und erste Jahre als König
Nachdem Armenien unter seinem Onkel Artavasdes I. um 120 v. Chr. von Großkönig Mithridates II. (regierte 123–88 v. Chr.) von Parthien angegriffen und besiegt worden war, musste Tigranes II. viele Jahre in parthischer Geiselhaft am Hof von Ktesiphon leben. Erst um 96/95 v. Chr., nach dem Tode seines Vaters Tigranes I., durfte er – um den Thron zu besteigen – nach Artaxata zurückkehren, allerdings unter der Bedingung, ein Freund der Parther zu bleiben und diesen (laut Strabon) „siebzig Täler“ zu überlassen.
Als neuer König begann Tigranes umgehend, seine Macht auszubauen: Um 95 v. Chr. eroberte er das südwestlich seines Machtbereichs gelegene Königreich Sophene, das sich 188 v. Chr. von Armenien abgespalten hatte. Außerdem ging er ein Bündnis mit Mithridates VI. von Pontos ein, dessen Tochter Kleopatra er zu seiner Hauptgemahlin machte. Im Gegenzug für diese Heirat kam Tigranes 93 v. Chr. dem Wunsch seines neuen Schwiegervaters nach und ließ sein Heer im benachbarten Kappadokien einmarschieren. Dessen König Ariobarzanes I., ein römischer Schützling, ergriff die Flucht. Tigranes sorgte dafür, dass mit Ariarathes IX. – Mithridates’ Sohn, der durch einen römischen Schiedsspruch den kappadokischen Thron verloren hatte – plangemäß wieder der pontische Kandidat den Thron in Mazaka bestieg. Der römische Feldherr Sulla drang aber 92 v. Chr. im Auftrag des Senats in Kappadokien ein, vertrieb die armenischen Truppen und setzte Ariobarzanes wieder als König ein.

## Aufstieg zum „König der Könige“
Nach dem Tod von Mithridates II. dem Großen (88 v. Chr.) erweiterte Tigranes sein Reich auch nach Parthien hinein: Bis nach Ekbatana in Medien, Arbela in Assyrien und ans Kaspische Meer vorstoßend, eroberte er sowohl die „siebzig Täler“ zurück als auch Mygdonien (mit Nisibis), Gordiene, Adiabene und Osrhoene im nördlichen Mesopotamien sowie Atropatene im heutigen Aserbaidschan. Er nannte sich nun Schahanschah („König der Könige“) und ließ diesen achämenidischen Herrschertitel ab 85 v. Chr. auf seine Münzen prägen.
Um 85 v. Chr. brachte Tigranes auch Syrien unter seine Kontrolle. Dem antiken Historiker Iustinus zufolge wurde er von einer Partei, die über die anhaltenden Thronstreitigkeiten innerhalb der Seleukiden-Dynastie verärgert war, ins Land gerufen. Unter seiner Herrschaft sei es in Syrien 17 Jahre völlig ruhig geblieben. Laut Appian, der Tigranes’ Regierungszeit in Syrien mit 14 Jahren bemisst, habe er gegen die Seleukiden gekämpft, da sie die Anerkennung seiner Oberherrschaft ablehnten. Tigranes nahm Antiochia am Orontes ein, feierte diesen Erfolg durch die Prägung einer darauf bezüglichen silbernen Tetradrachme, die sein Porträt trug, und unterwarf bis 83 v. Chr. zudem Teile Kilikiens und Kommagene. Er ernannte seinen Feldherrn Magadates zum Statthalter seiner Eroberungen im Seleukidenreich. Sein Bruder Guras wurde Kommandant in Nisibis. Nach Süden hin dehnte er seine Herrschaft nach Phönikien aus.
In Absprache mit Mithridates VI. fiel Tigranes um 77 v. Chr. abermals in Kappadokien ein. Er machte zahlreiche Gefangene, die er ebenso wie Angehörige anderer Völker, darunter auch Griechen, deportierte, um sie in seiner neu errichteten Hauptstadt Tigranokerta („Stadt des Tigranes“) anzusiedeln. Deren genaue Lage ist nach wie vor umstritten. Die Verlegung der Hauptstadt diente der besseren Verwaltbarkeit des neuen Großreichs, da Tigranokerta ungefähr in dessen Zentrum lag.

## Armenisches Großreich

Das Reich Tigranes des Großen

Tigranes’ weniger als zwei Jahrzehnte bestehendes Großreich blieb ein inhomogenes Gebilde. Es wurde im Süden vom Taurusgebirge begrenzt, das weite, fruchtbare Flussebenen und viele unwegsame Höhenzüge aufwies. Im Osten lagen die Landschaften Medien und Atropatene. Nördlich von Tigranes’ Reich erstreckten sich die Gebiete der im Kaukasus bis hin zum Schwarzen Meer siedelnden Völker der Albaner, Iberer und Kolcher; im Westen zog sich der Euphrat dahin. Das gebirgige Land zerfiel administrativ in 120 Strategien, wobei in den nördlichen Regionen Bergbau betrieben wurde, während in den Gebieten der Komisene und Orchistene Pferdezucht vorherrschte. Die armenischen Reiter gehörten der Adelsschicht an, trugen in den Kriegen starke Panzerungen (Kataphrakten) und bezogen ihre Einkünfte aus den Erträgen der untertänigen Bauernschaft.
Der armenische König verdankte seinen Reichtum vor allem der Kontrolle der großen Städte Syriens und Phöniziens sowie dem Transithandel durch Mesopotamien. In den eroberten hellenisierten Staaten blieben die meisten Einrichtungen unverändert, während Armenien weiterhin in losen feudalen Fürstentümern organisiert war. Nicht nur zur Bevölkerung von Tigranokerta, sondern auch für die Kontrolle strategisch wichtiger Wirtschaftsgebiete wie den Warentransport über den Euphrat wurden Bevölkerungsgruppen zwangsumgesiedelt. So hatten die an den Euphrat verpflanzten nomadischen Araber den dortigen Handel zu überwachen.
Tigranes’ Herrschaft gilt als der Höhepunkt der Hellenisierung Armeniens und der von ihm eroberten Nachbarländer. Die Benennung der neuen Hauptstadt Tigranokerta nach dem armenischen König folgte hellenistischem Muster, etwa der Benennung Alexandrias nach ihrem Gründer Alexander dem Großen. Nach klassisch-griechischem Modell war Tigranokerta mit einer Akropolis, einem Königspalast und einem Theater ausgestattet, und die Gattin des Königs, Kleopatra, holte griechische Philosophen und Rhetoren an ihren Hof. Auch wurden griechische Schauspieler zur Einweihung des neuen Theaters in Tigranokerta eingeladen.
Neben hellenistischen gab es in Tigranes’ Reich auch starke iranische Einflüsse. So entsprach die Gesellschaftsstruktur Großarmeniens nicht griechischem Vorbild, sondern hatte ein locker-aristokratisches Gefüge wie im Partherreich. Nahe Tigranokerta ließ der armenische König ein Jagdgebiet anlegen, und zwar nach der Art des Adels der Arsakiden, der besonders gerne in solchen speziellen Arealen der Jagd frönte. Die seine Eroberung Antiochias feiernden Tetradrachmen des armenischen Königs tragen eine griechisch Inschrift und weisen in der Typologie der darauf geprägten Porträts hellenistische Merkmale auf, daneben aber auch iranische Elemente wie den Titel „König der Könige“ und Tigranes’ mit dem Stern der Göttlichkeit verzierte perlenbesäte Tiara. Daher scheint der Philhellenismus des armenischen Hofs eher oberflächlicher Natur gewesen zu sein.
Bei offiziellen Anlässen trug Tigranes nach traditioneller Sitte ein purpur und weiß gestreiftes Untergewand, darüber einen purpurnen, langen Mantel und als Kopfbedeckung eine hohe, rechteckige Tiara aus Filz nach Art früherer achämenidischer Monarchen mit um sie herumgebundenem Diadem.

## Krieg und Niederlage gegen Rom

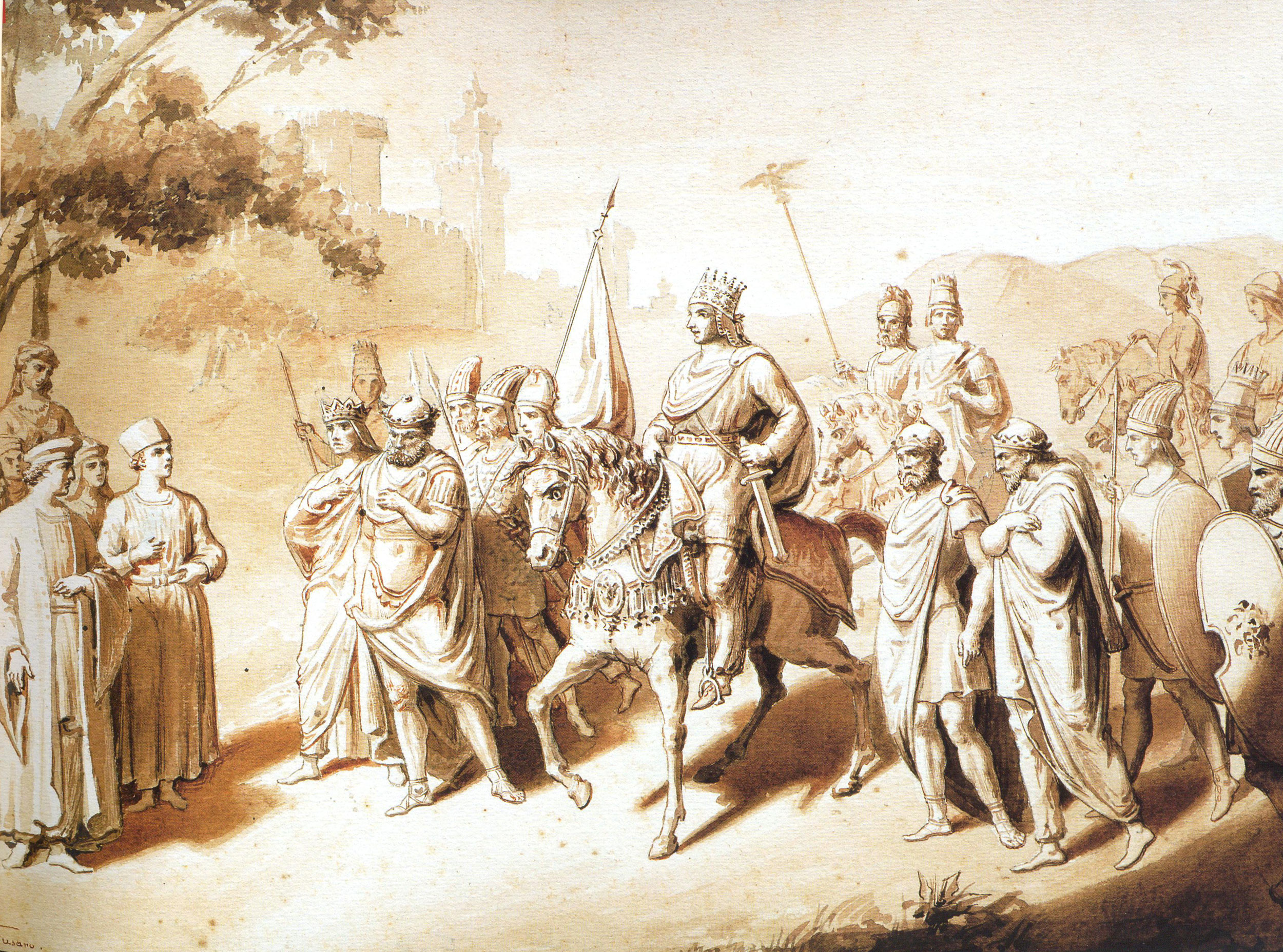
Tigranes der Große mit vier Vasallen

### Ablehnung der Auslieferung des Mithridates VI.
Am Beginn des Dritten Mithridatischen Krieges versuchte Tigranes sich neutral zu verhalten und eine direkte Konfrontation mit Rom zu vermeiden. Mitte 71 v. Chr. musste Mithridates VI. vor dem siegreichen römischen Feldherrn Lucullus aus seinem Reich flüchten und begab sich zu seinem Schwiegersohn Tigranes. Dieser gestattete ihm aber nicht die Aufnahme an seinem Hof, sondern wies ihm ein abgelegenes armenisches Kastell unbekannter Lage als Wohnsitz an. Der pontische Herrscher war genötigt, gut eineinhalb Jahre in dieser Festung zu verbringen.
Sofort nach der Flucht des Mithridates VI. hatte unterdessen Lucullus 71 v. Chr. einen Legaten, seinen jungen Schwager Appius Claudius Pulcher, zu Tigranes geschickt, um die Auslieferung des pontischen Königs zu fordern, da er diesen im Triumphzug in Rom aufführen wollte. Zu dieser Zeit war der armenische König dabei, phönikische Städte zu unterwerfen. Claudius Pulcher wurde zuerst fehlgeleitet und musste im syrischen Antiochia lange auf Tigranes warten. Der römische Gesandte nahm heimlich Kontakt mit unzufriedenen Vasallen und Städten des Tigranes auf. So wandte er sich auch an den König von Gordyene, der dafür später hingerichtet wurde.
Tigranes belagerte noch die ptolemäisch-seleukidische Königin Kleopatra Selene in Ptolemais und nahm sie gefangen. Dann kehrte er in sein Reich zurück und fühlte sich beim Empfang des römischen Legaten durch dessen provozierendes Auftreten beleidigt. Verärgert war er auch, dass er im Schreiben des Lucullus nur als „König“ und nicht mit seinem Titel „König der Könige“ angeredet wurde. Unter Hinweis auf seine verwandtschaftlichen Beziehungen zu Mithridates VI. lehnte er dessen Auslieferung ab und replizierte auf die in Lucullus’ Brief angekündigte Kriegsdrohung für ebendiesen Weigerungsfall mit der Feststellung, dass er sich gegen römische Attacken wehren werde. In seinem Antwortschreiben ließ er außerdem den Imperator-Titel für Lucullus weg. Daraufhin kehrte Claudius Pulcher im Frühjahr 70 v. Chr. nach Ephesos zurück und erstattete Lucullus über sein Treffen mit Tigranes Bericht.
Erst im Frühjahr 69 v. Chr. empfing Tigranes den nun an seinen Hof berufenen Mithridates VI. mit königlichen Ehren. Zur Zerstreuung ihres gegenseitigen Misstrauens hielten sie dreitägige Unterredungen ab. Diese führten zu ihrer Versöhnung, während sie die Schuld an ihrem gerade überwundenen Argwohn einigen am armenischen Königshof lebenden Vertrauten gaben, darunter Mithridates’ früherem Parteigänger Metrodoros von Skepsis und dem Rhetor Amphikrates von Athen, die beide ums Leben kamen. Den unvermeidlichen weiteren Krieg gegen Rom beabsichtigten sie getrennt zu führen. Tigranes stellte seinem Schwiegervater 10.000 Reiter zur Verfügung, mit denen dieser zur Rückeroberung seines an Lucullus verlorenen Reichs aufbrach. Er selbst wollte durch Lykaonien und Kilikien ins östliche Kleinasien vordringen.

### Teilnahme am Dritten Mithridatischen Krieg

#### Erste Kämpfe gegen Lucullus
Lucullus begann unterdessen im Frühjahr 69 v. Chr. mit maximal 18.000 Legionären, 3000 Reitern und 1000 Leichtbewaffneten, zunächst unbemerkt von Tigranes, den Vormarsch gegen Armenien. Nach der Durchquerung Kappadokiens, dessen romfreundlicher König Ariobarzanes I. sich ihm anschloss, konnte er den Euphrat überschreiten, nachdem dessen hoher Wasserstand plötzlich abgefallen war. Danach zog er durch die Sophene und überquerte den Tigris.
Erst jetzt erfuhr Tigranes von Lucullus’ Anmarsch und schickte seinen hochrangigen Gefolgsmann Mithrobarzanes mit 3000 Reitern und vielen Infanteristen gegen die römische Armee. Mithrobarzanes wurde aber von Lucullus’ Legaten Sextilius besiegt und fiel; sein Heer wurde auf der Flucht größtenteils niedergemacht. Tigranes übergab nun Mankaios den Befehl über die in der Hauptstadt Tigranokerta verbleibenden Streitkräfte und zog sich ins Taurusgebirge zurück, um dort weitere eigene Truppen und diejenigen verbündeter Fürsten an sich zu ziehen. Doch Sextilius zersprengte eine von Süden anrückende Heeresabteilung von Arabern, und Tigranes selbst musste in einer engen Schlucht einen Kampf gegen Lucius Licinius Murena austragen, den er verlor und dadurch viele Kämpfer und seinen Tross einbüßte.
Inzwischen marschierte Lucullus mit dem von ihm persönlich kommandierten Teil der römischen Armee gegen Tigranokerta, dessen Stadtmauer teilweise noch unfertig war, und begann mit seiner Belagerung. Damit wollte er Tigranes wieder in die Ebene locken und zu einer Feldschlacht verleiten. Tatsächlich wollte der armenische König keinesfalls den Verlust seines Prestigeprojekts zulassen. Er rief die Aufgebote des ganzen Reichs zusammen und bestellte Mithridates VI. zu sich. 6000 armenische Reiter konnten nach Durchbrechen des römischen Belagerungsrings Tigranes’ Konkubinen und einen Teil seiner Schätze aus Tigranokerta herausschaffen und in Sicherheit bringen. Indessen missachtete der König den Rat des von Mithridates VI. gesandten Feldherrn Taxiles, eine offene Schlacht gegen die Römer zu meiden, und wartete die Ankunft des pontischen Königs zu gemeinsamer Kampfesführung nicht ab.

#### Schlacht bei Tigranokerta
Lucullus beschloss, persönlich gegen das wieder in der Ebene bei Tigranokerta erschienene Heer des Tigranes vorzugehen. Während 6000 Soldaten unter Murena die Belagerung der armenischen Hauptstadt weiterführten, drang er mit 24 Kohorten, der Reiterei und 1000 Leichtbewaffneten bis zu einem Fluss – entweder der Batmansu oder der Yanarsu – vor, an dessen anderem Ufer Tigranes’ Streitkräfte lagerten. Nach den von Phlegon von Tralleis genannten relativ niedrigen, wohl am ehesten der Realität nahekommenden Zahlen hatte Tigranes etwa 40.000 Infanteristen und 30.000 Reiter als Soldaten zur Verfügung. Jedenfalls übertraf seine Heeresstärke diejenige der Römer deutlich. In der folgenden Schlacht bei Tigranokerta (Oktober 69 v. Chr.) griffen keltische und thrakische Reiter die armenischen Kataphrakten an. Dann vollzog die römische Reiterei einen Scheinrückzug, während Lucullus mit 1000 Fußsoldaten unbemerkt einen Hügel hinter der feindlichen Armee besetzte und ihr in den Rücken fiel. Nach dem römischen Sieg über die Panzerreiter löste sich Tigranes’ übriges Heer auf und floh. Es wurde von den Römern verfolgt und zersprengt. Auch Tigranes floh. Um der Gefahr vorzubeugen, dass er dabei erkannt wurde, hatte er zuvor sein Diadem seinem gleichnamigen Sohn überreicht. Doch das Diadem fiel bald danach Lucullus in die Hände.
Kurz nach Tigranes’ Flucht konnten sich die Römer Tigranokertas durch Verrat bemächtigen. Lucullus’ Soldaten durften die Stadt plündern. Die königlichen gemünzten Geldbestände, die in Tigranokerta lagerten, gelangten in die Hände des römischen Feldherrn. Angeblich fanden die Römer Schätze in der Höhe von 8000 Talenten vor. Die Frauen vornehmer Vasallen des Königs schützte Lucullus vor Übergriffen seiner Krieger. Die zwangsweise in Tigranokerta angesiedelten Griechen und Angehörige anderer Völker entließ er in ihre Heimat, die Mauern und die Festung der Stadt ließ er zerstören. Tigranes zog sich inzwischen, verfolgt von den Römern, in Richtung Artaxata zurück, wo er abermals geschlagen wurde. Nicht viel später ging auch noch Nisibis an die Römer verloren.

## Literatur

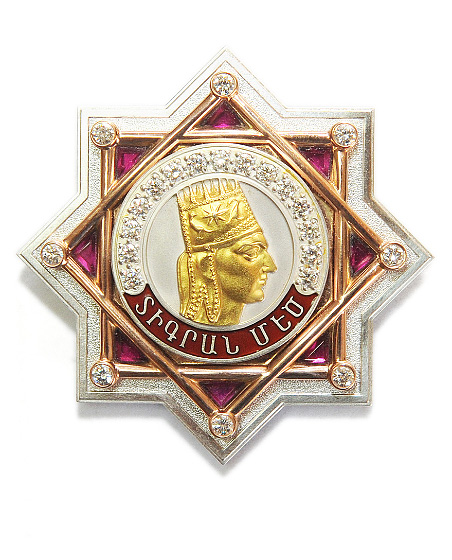
Staatsorden der Republik Armenien im Gedenken an Tigranes II., gestiftet 2002

#### Kapitulation vor Pompeius
Die Schwäche Tigranes, die angesichts der Niederlagen offenbar geworden war, nutzte in der Folgezeit auch das Partherreich zu einem Angriff auf Armenien aus; und schließlich rebellierte auch Tigranes’ gleichnamiger Sohn 66 v. Chr. gegen seinen Vater. Als dann auch noch der neue römische Oberbefehlshaber Gnaeus Pompeius Magnus mit seinem Heer auf Artaxata marschierte, gab Tigranes endgültig auf und nahm das römische Kapitulationsangebot an. Er verlor alle seine zuvor gemachten Eroberungen mit Ausnahme seines Stammlandes Armenien und regierte noch bis zu seinem Tod als „Freund Roms“. Sein Nachfolger wurde Artavasdes II.